# Nicole Ménant
Pour les articles homonymes, voir Menant.

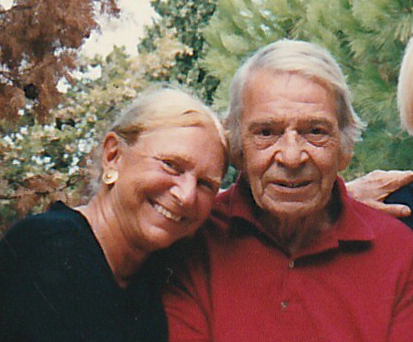
Nicole Di Dio Ménant et François Di Dio à Pino (Cap Corse) en 1997

Nicole Ménant, née à Paris le 19 décembre 1926, et morte à Auch le 28 janvier 2020, est une traductrice de l'anglais, du sanskrit et de l'hindi en français. 
Elle fut la compagne et collaboratrice de l'éditeur François Di Dio jusqu'à la mort de celui-ci en 2005.

## Biographie
Nicole Ménant a partagé sa vie entre l'indianisme et l'édition.
De 1950 à 1953, elle assure le secrétariat d'édition des trois numéros de la revue "Soleil Noir-Positions".
À la fin des années 1950, elle entame une série de voyages en Inde et en Afrique subsaharienne et livre de nombreux articles à des revues comme Musica.
Elle fut la traductrice du premier livre paru en France sur l'art tantrique avec Tantra Asana (1971), ainsi que sur le culte de la Devî avec les Hymnes à la Déesse (1980).

Elle dirigea la collection « La découverte de l'hindouisme » au Soleil noir et y publia des essais de Margaret Sinclair-Stevenson et d'André Padoux.

## Traductions
- Ruth Prawer Jhabvala : Cette lutte incertaine, roman, trad. de l'anglais (Get ready for battle, New Delhi), Paris, Balland, 1984 - Rééd. Stock, coll. Bibliothèque cosmopolite, 1996 -  (ISBN 2-234-04590-8)
- Ruth Prawer Jhabvala : Angel et Lara, roman, trad. de l'anglais (Poet and dancer, New Delhi), Paris, Stock, coll. Nouveau cabinet cosmopolite, 1995 -  (ISBN 2-234-04461-8)
- Ruth Prawer Jhabvala : La vie comme à Delhi, roman, trad. de l'anglais (A backward place, New Delhi), Paris, Stock, coll. Bibliothèque cosmopolite, 1994 -  (ISBN 2-234-04298-4)
- Ruth Prawer Jhabvala : Chaleur et poussière, roman, trad. de l'anglais (Heat and dust, New Delhi), Paris, Balland, 1983 - Rééd. Stock, 1993 -  (ISBN 2-234-02562-1)
- Wendy Doniger O'Flaherty : Siva. Érotique et ascétique, trad. de l'anglais (Asceticism and eroticism in the mythology of Siva), coll. Bibliothèque des Sciences humaines, Gallimard, 1993
- Kenneth L. Woodward : Comment l'Église fait les saints, trad. de l'anglais (Making Saints : How the Catholic Church determines who become a Saint, who doesn't, and why), Paris, Bernard Grasset, 1992 -  (ISBN 978-2-246-45271-3)
- Marina Warner : Seule entre toutes les femmes : Mythe et culte de la Vierge Marie, tr. de l'anglais, Paris, Rivages, 1989 -  (ISBN 978-2-86930-226-6)
- Jimmy Ernst, L'Ecart absolu : un enfant du surréalisme - Jimmy Ernst, tr. de l'anglais (A Not- so-still life), Balland, 1986 -  (ISBN 2-7158-0602-7)
- Margaret Sinclair Stevenson, Le Rite des deux-fois-nés, préf. de Lokenath Bhattacharya, trad. de l'américain, Soleil Noir, 1982
- Ushā P. Shāstrī, Hymnes à la déesse, Soleil Noir, 1980
- Indira Gandhi, Inde : hommes, rites et dieux, tr. de l'indi, photo. de Jean-Louis Nou, Lausanne, Edita, 1978
- Carlos Castaneda : L'Herbe du diable et la petite fumée - Une voie Yaqui de la connaissance, trad. de l'américain par Marcel Kahn, Nicole Ménant et Henri Sylvestre, ill. de Giovanna, 1972
- Ajit Mookerjee : Tantra Asana, coéd. Soleil Noir/Ravi Kumar (New Delhi), 1971

## Essais
- L'Inde que j'aime, photo. de Jean-Louis Nou et préface de Max-Pol Fouchet, Paris, Aux éditions Sun, 1979
- La Peinture islamique et indienne, avec Jean-Jacques Lévêque, Lausanne, Éditions Rencontre, 1967
- Shri Jayadeva : La Gita Govinda : Les Amours de Krishna, version française de François Di Dio, Parvati Gosh, Nicole Ménant. Vignettes originales d'Élie Grekoff. Préface de Marguerite Yourcenar, Bobigny, Émile-Paul, 1957 - rééd. Alain Mazeran, 1988

## Sources
- Le Soleil Noir : recherches, découvertes, trajectoires - éd. Carré d'Art de Nîmes, 1994, p. 107 (textes de François Di Dio, Philippe Di Folco, Jean-Michel Goutier) -  (ISBN 978-2-9092-3500-4)